# Passage du Caire
Die Passage du Caire, nach der Stadt Kairo benannt, ist eine überdachte Ladenpassage mit Glasdach aus dem Ende des 18. Jahrhunderts im 2. Arrondissement in Paris. Die Passage du Caire ist ein schützenswertes Denkmal (monument historique).

## Situation und Zugang
Die Passage du Caire befindet sich zwischen 2, place du Caire und 33, rue d'Alexandrie, in einem gemischten Wohn- und Geschäftsviertel in der Nähe der Grands Boulevards. Weitere Eingänge befinden sich 237–239, rue Saint-Denis und 14, rue du Caire. Sentier ist die nächste Metrostation der Linie 3, die Paris vom Osten nach Westen durchquert. Die Nähe zu den großen Boulevards hat den Bau der Passage begünstigt.
Die wichtigsten Geschäfte sind die Großhändler für Prêt-à-porter-Mode. Die Passage ist ziemlich verfallen und hat viel von ihrem Charme verloren, so dass sie heute nur noch Stoffgeschäfte ohne alten Charakter beherbergt und unter der Woche von den Bekleidungslieferanten besucht wird. In diese Passage ohne Reiz kommen Spaziergänger eher selten.
Weitere Passagen befinden sich in ihrer Nähe: Passage du Prado, Passage Bourg-l’Abbé und Passage du Grand-Cerf.

Die Eingänge
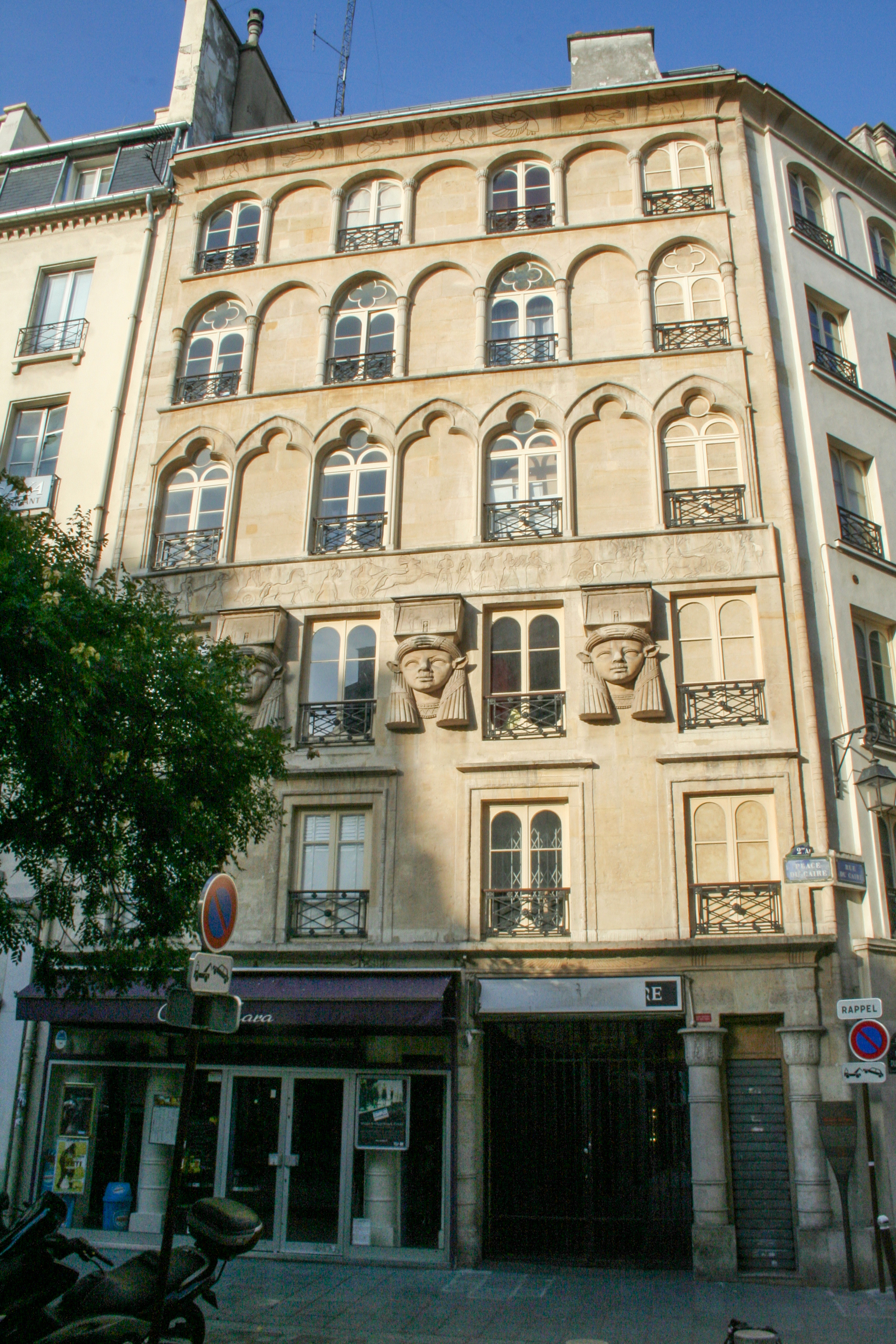
Fassade «retour d'Égypte» auf dem Place du Caire.
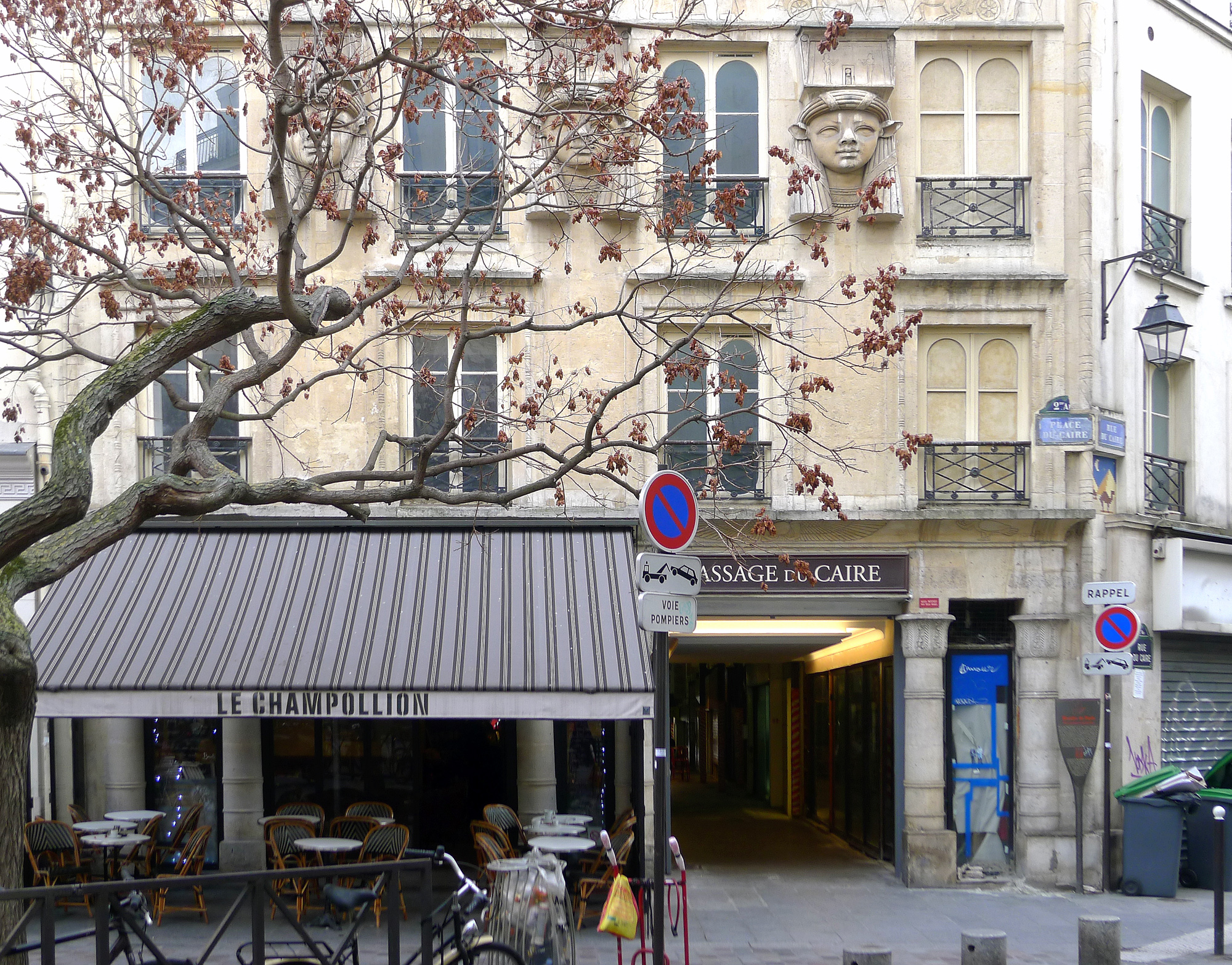
Eingang Place du Caire.
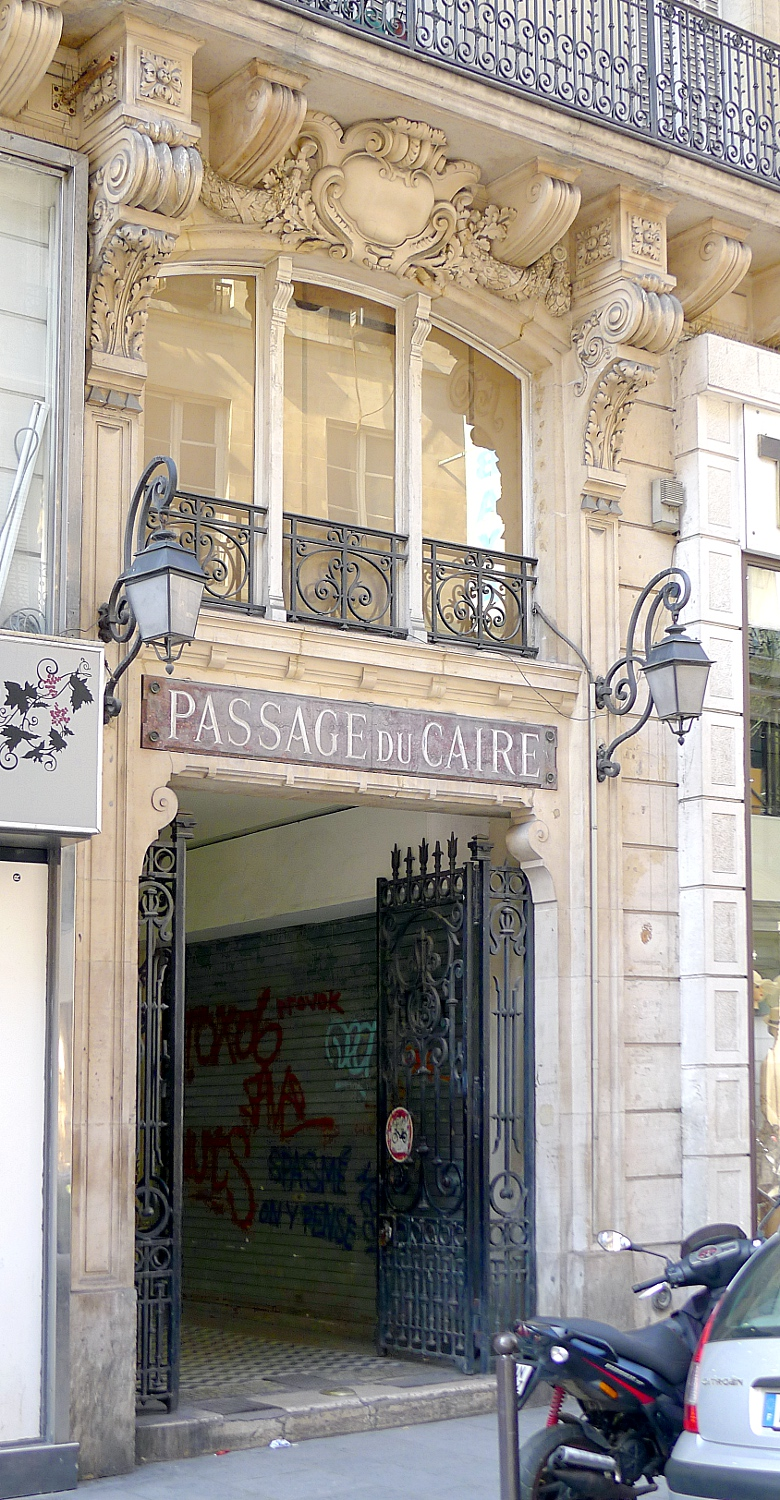
Eingang Rue Saint-Denis.

Mit 370 m ist die Passage du Caire die längste in Paris. Im Gegensatz dazu ist sie mit der durchschnittlichen Breite von 2,70 m eine der schmälsten. Die Passage ist von Montag bis Freitag zwischen 7 und 18:30 Uhr geöffnet.

Innere der Passage
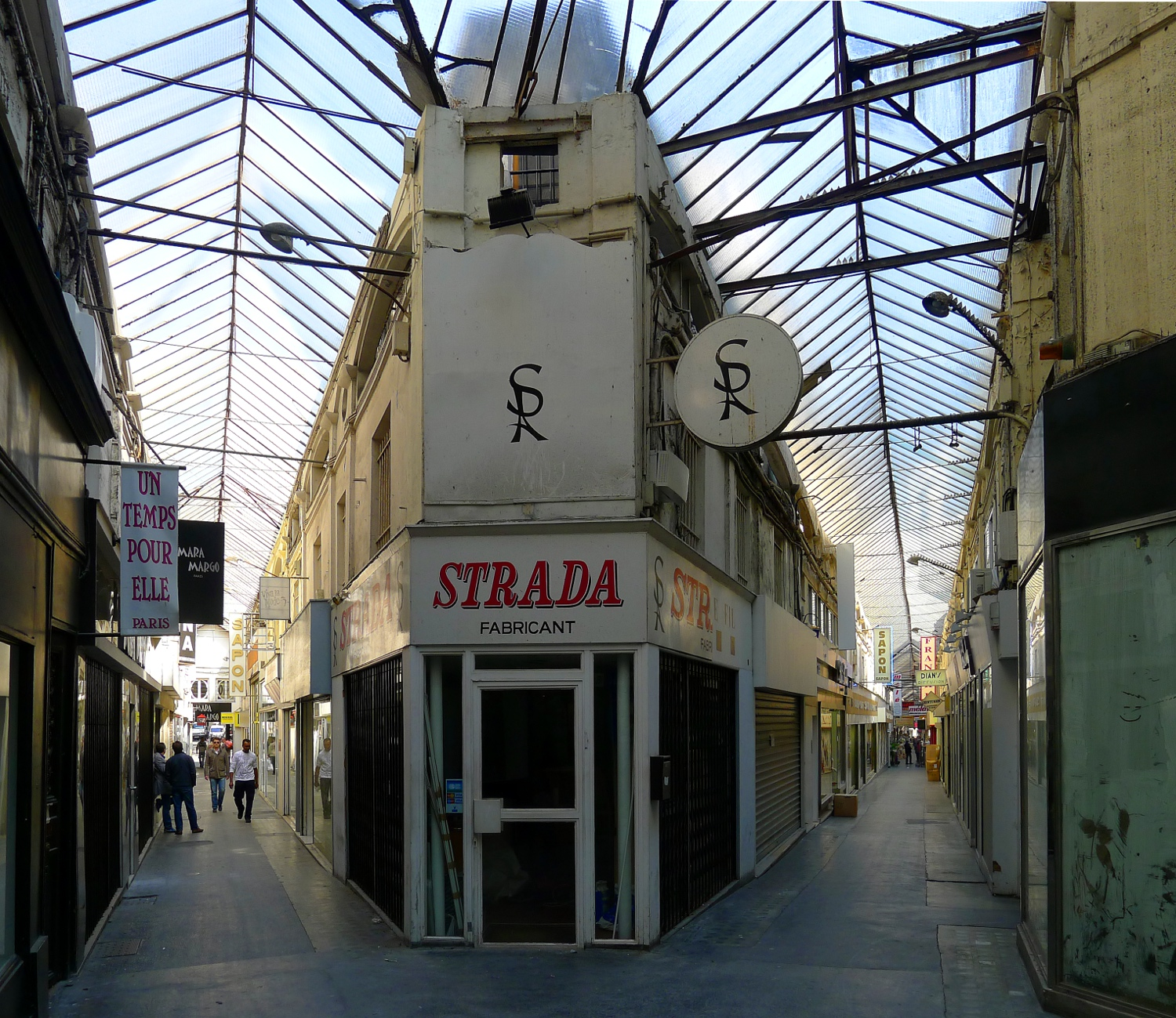
Zugang der Passage auf der Seite Place du Caire,
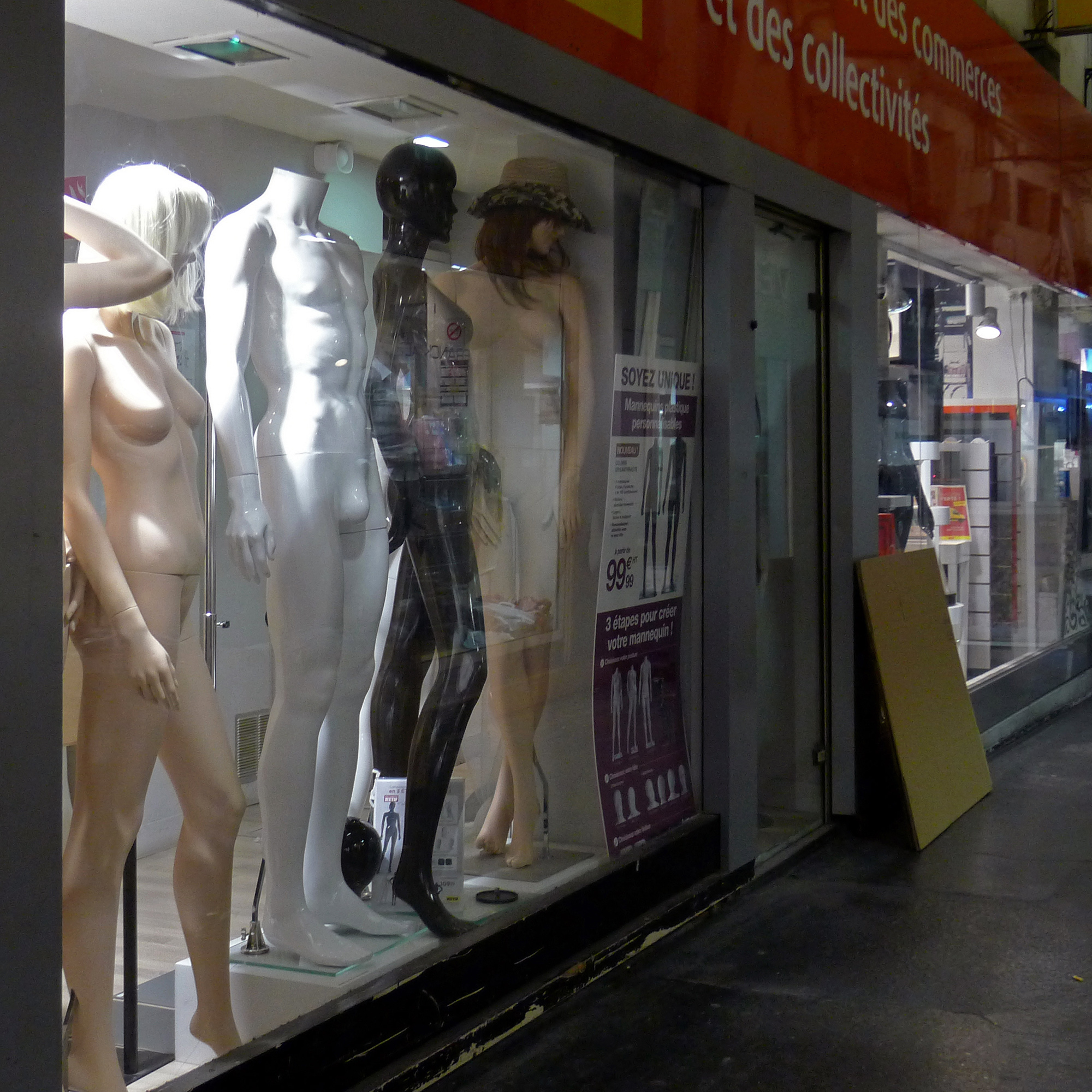
Boutique.
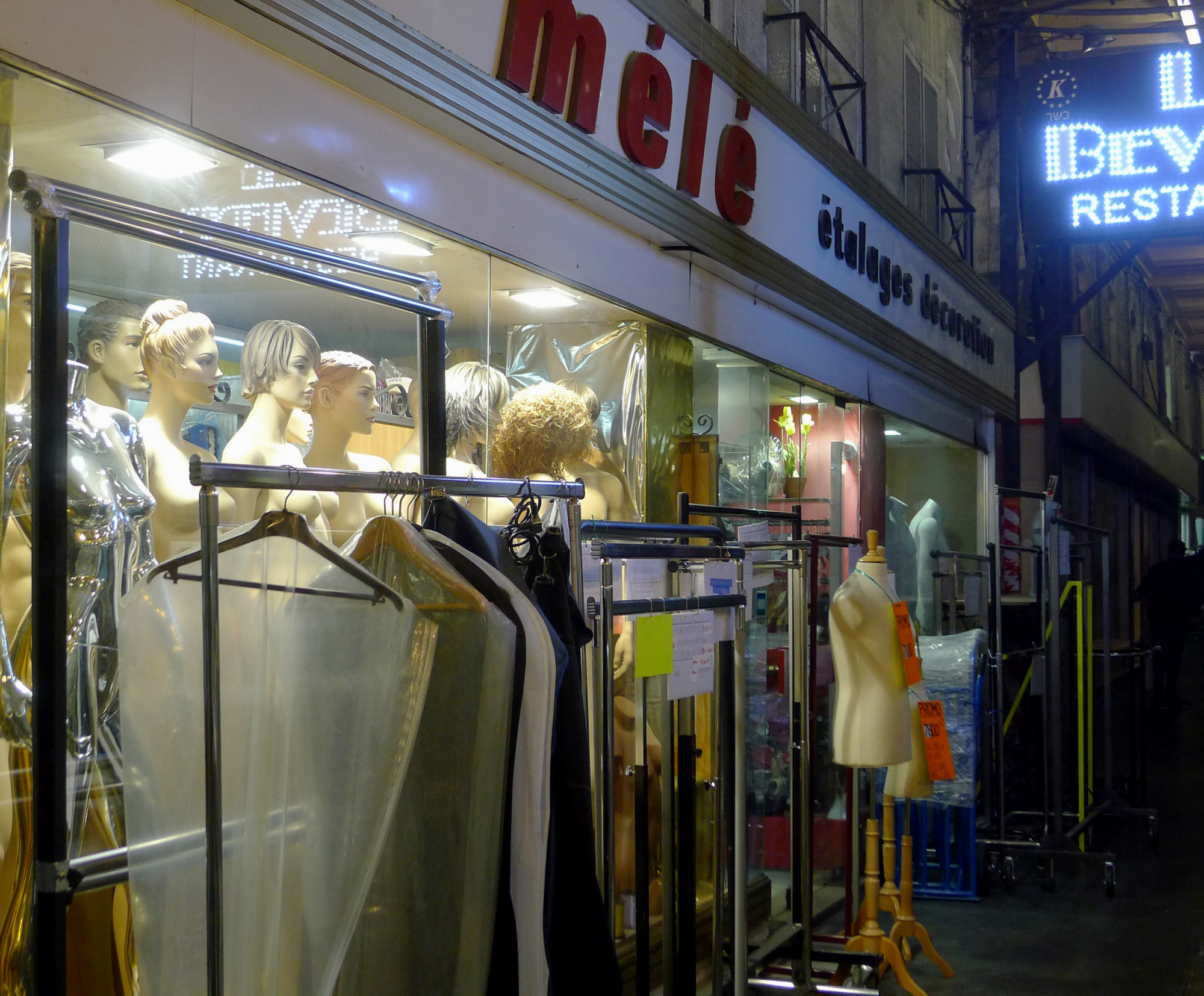
Boutique.
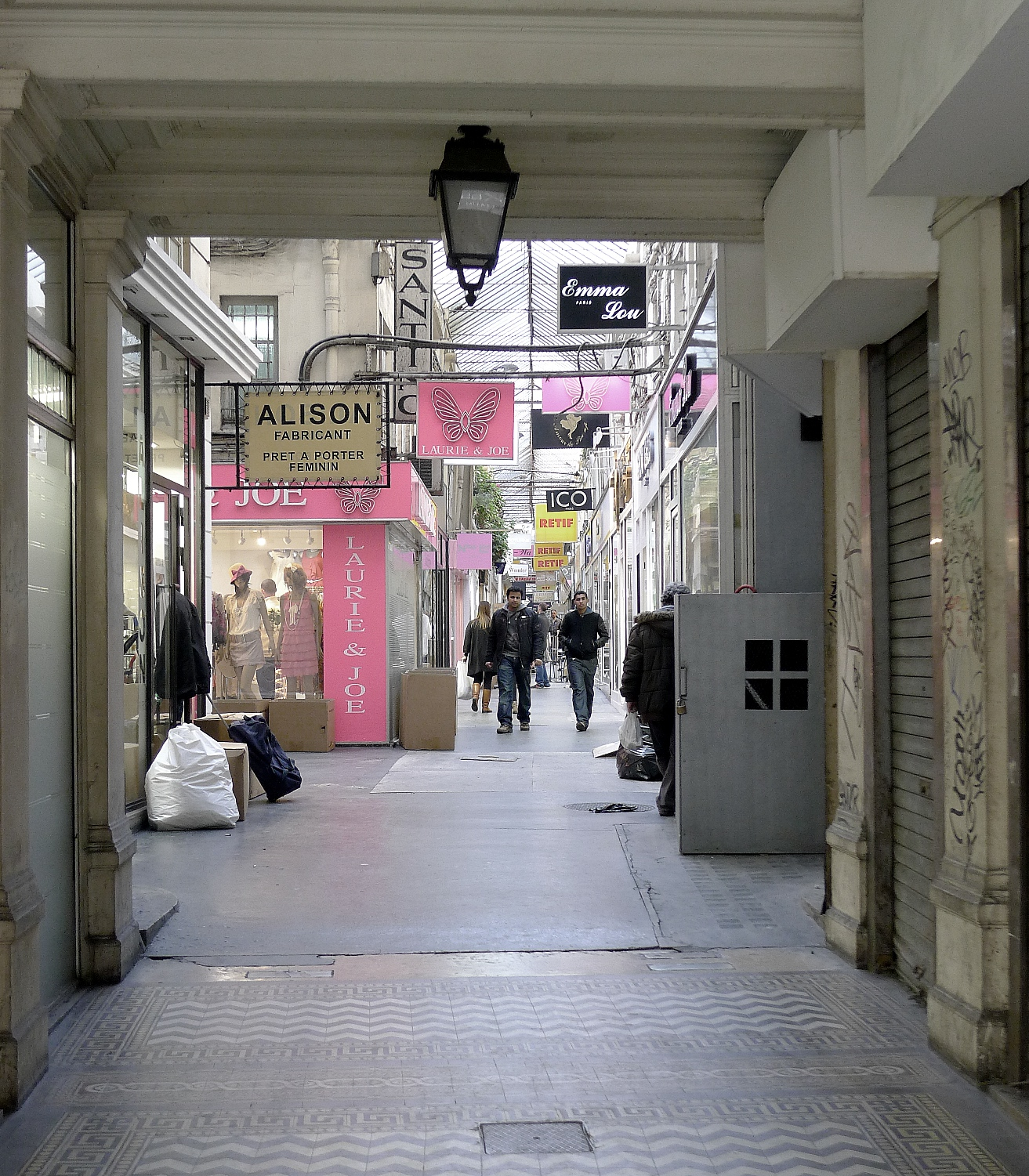
Zugang der Passage auf der Seite Rue Saint-Denis.

## Geschichte
Der Name Passage du Caire (deutsch Passage Kairo) wurde ihr gegeben in Erinnerung an den siegreichen Einmarsch der französischen Truppen in Kairo am 23. Juli 1798. Sie wurde Ende 1798 eröffnet und ist eine der ältesten Geschäftspassagen von Paris. Auf dem Gelände der Passage, des Platzes und der anliegenden Wohnhäuser befand sich zuvor das Kloster der Filles-Dieu. Die längste Passage von Paris, mit einer Länge von 370 Metern, besitzt drei Galerien: Galerie Sainte-Foy (Heilige Fides), Galerie Saint Denis (Heiliger Dionysius) und Galerie du Caire. Am Kreuzungspunkt der zwei Hauptgalerien bzw. -gänge befindet sich eine Rotunde. Das Viertel wurde nach dem Ägyptenfeldzug von Napoleon im Jahr 1798 erbaut und ist in seinem Architekturdekor von ägyptischen Einflüssen geprägt. Den Eingang vom Place du Caire schmücken große Sphinxköpfe und Reliefs.
Ursprünglich wurde die Passage von Druckereien und Lithographen genutzt. Heute ist sie von Firmen der Textilbranche, Herstellern von Konfektionskleidungen und ihren Zulieferbetrieben in Besitz genommen. Die Passage du Carie befindet sich im Sentier-Viertel, wo traditionell die Bekleidungsbranche mit all ihren Zweigen beheimatet ist.

## Literarische Erwähnung
Léo Malet erinnert in seinem Zyklus Les Enquêtes de Nestor Burma et les Nouveaux Mystères de Paris, genauer gesagt in dem Krimi über das 2. Arrondissement (Des kilomètres de linceuls), an die Passage Kairo: Sein Held Nestor Burma betritt nach einem verpassten Termin in einem Café, das die ganze Nacht über auf dem Kairoer Platz geöffnet ist, gegen drei Uhr morgens den Gang und stolpert über den Körper von Esther Lévyberg.

## Heutiger Zustand
Keines der vielen Geschäfte besitzt noch den alten Dekor und die Fensterfronten sind ebenfalls erneuert worden. Das Glasdach ist teilweise undicht und Kabel durchziehen die Gänge. Die durchschnittlich nur 2,70 m breiten Gänge sind werktags vollgestellt mit Accessoires der Geschäfte bzw. vom Kommen und Gehen der Lieferanten und Spediteure belebt.